# 2x
2x es una banda chilena de rapcore, formada en Santiago de Chile el año 1994. Se destaca por ser, junto a Dracma, una de las primeras bandas de estos géneros que existieron en el país.

## Historia
La banda comienza en el año 1994 en Santiago de Chile, en donde comenzaron a moverse en circuitos underground del país y donde es considerada pionera del movimiento "Aggro Metal" en Chile. Poco tiempo antes de lanzar su primer disco, su bajista Alejandro “Chano” Gongora Cortez abandona el grupo para dedicarse a sus estudios, es reemplazado por Pablo Trejo, quedando así la banda compuesta por Alex de La Fuente (Voz), Daniel Tobar (batería), Javier Hernández (Guitarras) y Pablo Trejo (Bajo). Posteriormente, 2X se consolida con su placa Pateando Cráneos en el año 2000, logrando vender más de 7000 copias y tener 3 singles en las radios más importantes de Santiago, además de lanzar 3 videoclips al aire en MTV llegando a ser número uno 2 de estos videoclips.
Luego le sigue el álbum titulado Lucha Eterna en el 2002, que los mandó a una gira por Europa por alrededor de 6 meses. A la vuelta de dicha gira la banda sufre un quiebre dándose por disuelta durante todo el 2004.
Ya a finales de ese año Alex de la Fuente se interesa en formar nuevamente la banda, pero esta vez solo es acompañado por Pablo Trejo (de la formación Original) y es así que Alex decide reclutar a dos viejos amigos, los hermanos Tulio Rosales y Damian Burton, ya que Daniel se unió a la banda BBS Paranoicos y Javier emprende rumbo a tierras europeas radicándose en Berlín y dedicándose a la producción de una nueva banda.
Por lo tanto, la banda se conforma con nuevos músicos quedando una alineación completamente nueva. Esta alineación se mantiene activa hasta el año 2006, siendo su última presentación en el festival usach de ese año. 2x ha taloneado a prestigiosas bandas como Deftones, A.N.I.M.A.L., Ill Niño, Kittie, Fear Factory, Carajo, Limp Bizkit, Coal Chamber, Soulfly, Chimaira y Psycho Realm. Por estos momentos la banda con su nueva alineación está enfocada en sacar en el año 2008 su nuevo material En Pie De Guerra, para lo cual se ha presentado en vivo en varios festivales y tocatas a nivel local. En 2014 la banda participa en eventos a lo largo de todo Chile y en los más grandes festivales de rock, y publican su nueva placa, “El Camino Del Guerrero”, cuyo primer capítulo fue lanzado durante el primer semestre del año 2014. El 11 de septiembre de 2013 la banda lanza el videoclip del sencillo “al choke” perteneciente a su nuevo álbum.

## Discografía
| Año  | Tipo de grabación | Título                 | Discográfica       |
| ---- | ----------------- | ---------------------- | ------------------ |
| 2000 | Álbum             | Pateando Cráneos       | BigSur Records     |
| 2003 | Álbum             | Lucha eterna           | Warner Music Chile |
| 2008 | EP                | Acción Guerrilla       |                    |
| 2008 | DVD - En Vivo     | En Pie de Guerra       |                    |
| 2014 | Álbum             | El Camino Del Guerrero |                    |
| 2018 | Álbum             | Resiste!!              |                    |

## Miembros

### Miembros actuales
- Alex de la Fuente "ADX" — voz
- Cristóbal "chino" Jofre — guitarra, coros
- Ricardo "caco" Mengue — bajo eléctrico
- Gabriel "Perro Loco" Ibar  — batería, coros
- Rodrigo "Yoyo" Martínez DJ Murder - Controlador DJ, Tornamesa, Coros

### Antiguos miembros
- Alex Olguín - batería
- Luis Urrutia — bajo
- Javier Hernández — guitarra
- Luis Soto — guitarra
- Rodrigo Cisterna — bajo
- Alejandro Gongora — bajo
- Pablo Trejo — bajo
- Ignacio Mardones — guitarra
- Rodolfo Palacios — batería
- Daniel Tobar — batería
- Willi Destroy
- Daniel Frommer — batería